# 록맨 클래식스 컬렉션 2
《록맨 클래식스 컬렉션 2》(ロックマン クラシックス コレクション2)는 캡콤이 발매한 오리지널 록맨 시리즈 합본이다. 1995년에 슈퍼 패미컴으로 발매된 《록맨 7: 숙명의 대결!》부터 2010년의 《록맨 10: 우주로부터의 위협!!》까지 총 네 작품을 수록했으며, 윈도우즈, 플레이스테이션 4 및 엑스박스 원으로 2017년 8월 10일 출시됐다. 서구권에서는 《메가맨 레거시 컬렉션 2》(Mega Man Legacy Collection 2)라는 제목으로 발매됐다.

## 구성
1995년부터 2010년까지 발매된 록맨 시리즈 네 작품들을 DLC까지 포함해서 전부 수록했다. 네 게임 모두 플레이 중에 저장할 수 있는 세이브 기능을 들어있으며, 받는 피해량을 절반으로 감소시키는 '방어력 UP' 모드도 추가됐다.
게임 외에 구상 일러스트나 개발 당시 자료들을 열람할 수 있는 박물관 모드와 게임 내 배경음악을 감상할 수 있는 사운드 테스트 모드도 탑재했다.

## 수록 작품
- 《록맨 7: 숙명의 대결!》
- 《록맨 8: 메탈 히어로즈》 (플레이스테이션판)
- 《록맨 9: 야망의 부활!!》
- 《록맨 10: 우주로부터의 위협!!》

## 같이 보기
- 《록맨 클래식스 컬렉션》
- 《록맨 X 애니버서리 컬렉션》
- 《록맨 제로 & ZX 더블 히어로 컬렉션》